# 68-й гвардейский истребительный авиационный полк
68-й гвардейский истребительный авиационный Клайпедский ордена Кутузова полк (68-й гв. иап) — воинская часть Военно-воздушных сил (ВВС) РККА СССР, принимавшая участие в боевых действиях Великой Отечественной войны.

## Наименования полка
За весь период своего существования полк несколько раз менял своё наименование:
- 46-й истребительный авиационный полк;
- 68-й гвардейский истребительный авиационный полк;
- 68-й гвардейский истребительный авиационный Клайпедский полк;
- 68-й гвардейский истребительный авиационный Клайпедский ордена Кутузова полк;
- Полевая почта 06836.

## Создание полка
68-й гвардейский истребительный авиационный полк образован 18 марта 1943 года путём переименования 46-го истребительного авиационного полка в гвардейский за образцовое выполнение боевых задач и проявленные при этом мужество и героизм на основании Приказа НКО СССР.

## В действующей армии
В составе действующей армии:

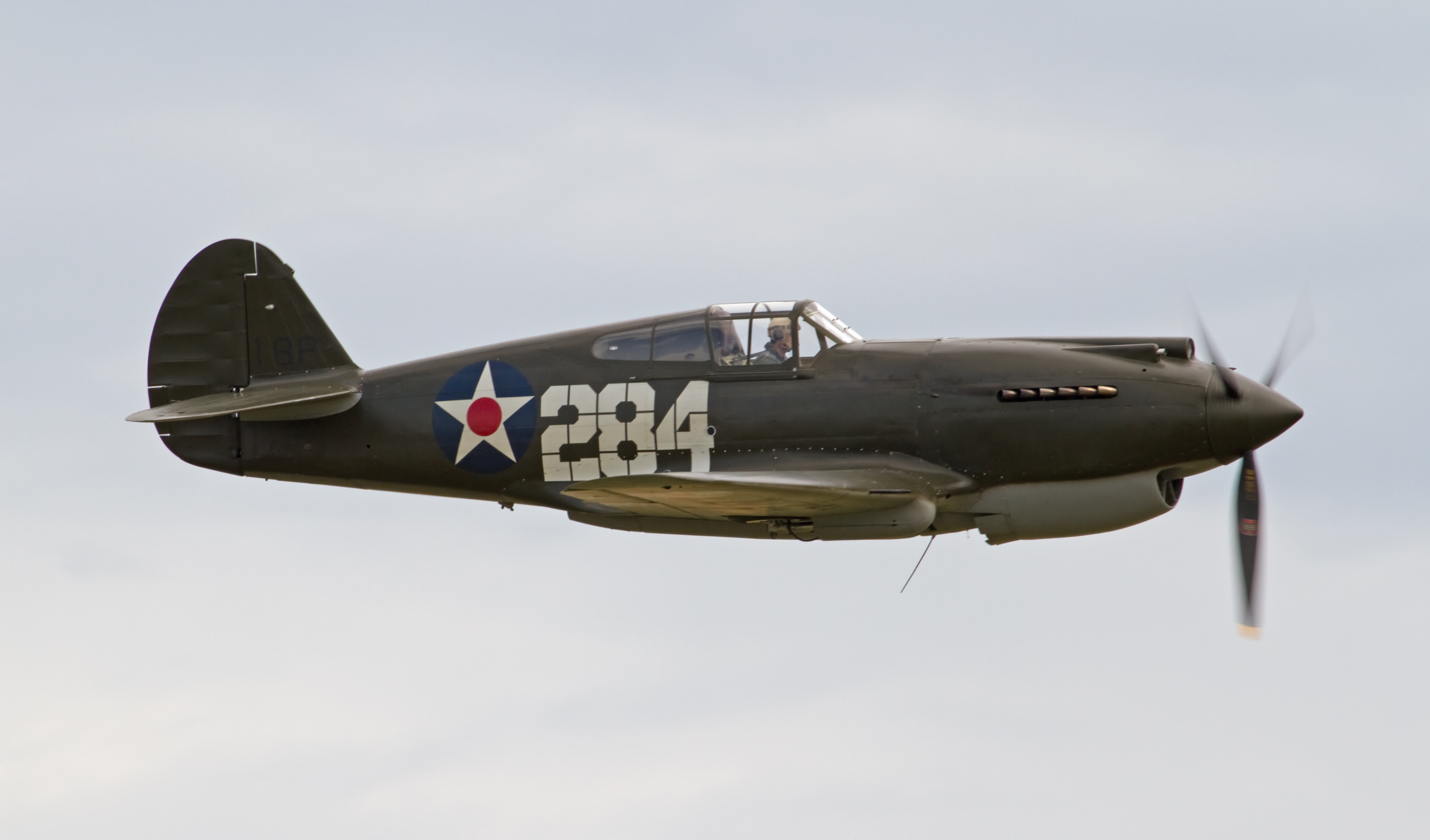
Киттихаук P-40B

- с 18 марта 1943 года по 12 января 1944 года, итого — 300 дней,
- с 3 июня 1944 года по 9 мая 1945 года, итого — 340 дней.

Всего 640 дней.

## Командиры полка
- майор, подполковник Мухин Владимир Сергеевич[3], 18.03.1943 — 18.04.1943.
- майор Герасимов Михаил Иванович[3], 18.04.1943 — 06.11.1943 (погиб).
- майор, подполковник Магерин Николай Иванович[3], 07.11.1943 — 31.12.1945.

## В составе соединений и объединений
| Период          | Фронт (округ)                                               | армия                | корпус                                 | дивизия                                            | примечание                                                                                      |
| --------------- | ----------------------------------------------------------- | -------------------- | -------------------------------------- | -------------------------------------------------- | ----------------------------------------------------------------------------------------------- |
| 17.03.1943 года | Северо-Западный фронт                                       | 6-я воздушная армия  |                                        | 239-я истребительная авиационная дивизия           | Киттихаук (Кёртисс P-40)                                                                        |
| 18.03.1943 года | Северо-Западный фронт                                       | 6-я воздушная армия  |                                        | 5-я гвардейская истребительная авиационная дивизия | Киттихаук (Кёртисс P-40)                                                                        |
| 01.06.1943 года | Северо-Западный фронт                                       | 6-я воздушная армия  |                                        | 5-я гвардейская истребительная авиационная дивизия | переучился на Аэрокобру                                                                         |
| 20.09.1943 года | Брянский фронт (2-й Прибалтийский фронт с 20.10.1943 г.)    | 15-я воздушная армия |                                        | 315-я истребительная авиационная дивизия           | в оперативном подчинении, Аэрокобра                                                             |
| 20.09.1943 года | Калининский фронт (1-й Прибалтийский фронт с 20.10.1943 г.) | 3-я воздушная армия  |                                        | 5-я гвардейская истребительная авиационная дивизия | группа подготовленных лётчиков в оперативном подчинении штаба 28-го гвардейского иап, Аэрокобра |
| 12.01.1944 года | Резерв Верховного Главнокомандования                        | 6-я воздушная армия  | 11-й истребительный авиационный корпус | 5-я гвардейская истребительная авиационная дивизия | Аэрокобра                                                                                       |
| 03.06.1944 года | 1-й Прибалтийский фронт                                     | 3-я воздушная армия  | 11-й истребительный авиационный корпус | 5-я гвардейская истребительная авиационная дивизия | Аэрокобра                                                                                       |
| 25.02.1945 года | Земландская группа войск 3-го Белорусского Фронта           | 3-я воздушная армия  | 11-й истребительный авиационный корпус | 5-я гвардейская истребительная авиационная дивизия | Аэрокобра                                                                                       |
| 05.05.1945 года | Ленинградский фронт                                         | 15-я воздушная армия | 11-й истребительный авиационный корпус | 5-я гвардейская истребительная авиационная дивизия | Аэрокобра                                                                                       |
| 09.05.1945 года | Ленинградский фронт                                         | 15-я воздушная армия | 11-й истребительный авиационный корпус | 5-я гвардейская истребительная авиационная дивизия | аэр. Донское, Восточная Пруссия, Аэрокобра                                                      |
| 09.07.1945 года | Прибалтийский военный округ                                 | 15-я воздушная армия | 11-й истребительный авиационный корпус | 5-я гвардейская истребительная авиационная дивизия | аэр. Донское, Восточная Пруссия, Аэрокобра                                                      |
| 12.03.1947 года | Прибалтийский военный округ                                 | 15-я воздушная армия | 11-й истребительный авиационный корпус | 5-я гвардейская истребительная авиационная дивизия | расформирован, аэр. Донское, Кёнигсбергская область, Аэрокобра                                  |

## Участие в операциях и битвах

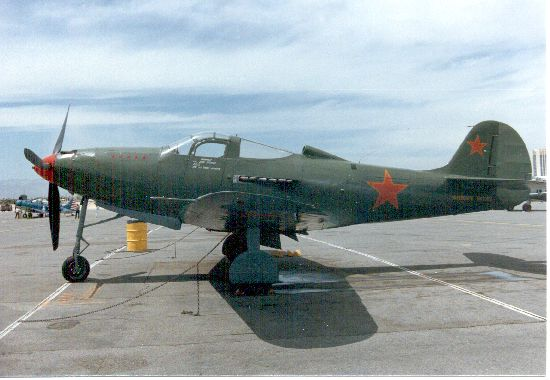
Самолёт P-39 Аэрокобра

- Невельская операция — с 6 октября 1943 года по 10 октября 1943 года.
- Белорусская операция «Багратион»[4]— с 23 июня 1944 года по 29 августа 1944 года.
- Витебско-Оршанская операция — с 23 июня 1944 года по 28 июня 1944 года.
- Полоцкая операция — с 29 июня 1944 года по 4 июля 1944 года.
- Рижская операция — с 14 сентября 1944 года по 22 октября 1944 года.
- Мемельская операция — с 5 октября 1944 года по 22 октября 1944 года.
- Восточно-Прусская операция[4] — с 13 января 1945 года по 25 апреля 1945 года.
- Кёнигсбергская операция[4] — с 6 апреля 1945 года по 9 апреля 1945 года.
- Земландская операция[4] — с 13 апреля 1945 года по 25 апреля 1945 года.

## Почётные наименования
За отличие в боях за овладение городом Клайпеда (Мемель) 68-му гвардейскому истребительному авиационному ордена Кутузова полку присвоено почётное наименование «Клайпедский».

## Награды
22 октября 1944 года Указом Президиума Верховного Совета СССР  за образцовое выполнение заданий командования в боях с немецкими захватчиками при прорыве обороны противника юго-восточнее города Рига и проявленные при этом доблесть и мужество 68-й гвардейский истребительный авиационный полк награждён Орденом Суворова Кутузова III степени.

## Отличившиеся воины полка
- Иванов Иван Иванович, старший лейтенант, заместитель командира эскадрильи 46-го истребительного авиационного полка 14-й смешанной авиационной дивизии 28 августа 1941 года удостоен звания Героя Советского Союза (посмертно). Одним из первых в Великой Отечественной войне совершил воздушный таран.
- Колядин Виктор Иванович, майор, командир эскадрильи 68-го гвардейского истребительного авиационного полка 5-й гвардейской истребительной авиационной дивизии 11-го истребительного авиационного корпуса 3-й воздушной армии 29 июня 1945 года удостоен звания Героя Советского Союза. Золотая Звезда № 6963
- Лагутенко Иван Никитович, майор, заместитель командира 68-го гвардейского истребительного авиационного полка 5-й гвардейской истребительной авиационной дивизии 11-го истребительного авиационного корпуса 3-й воздушной армии 18 августа 1945 года удостоен звания Героя Советского Союза. Золотая Звезда № 8766

## Благодарности Верховного Главнокомандующего
- За овладение городом Полоцк[7]
- За прорыв обороны противника северо-западнее и юго-западнее города Шяуляй[8]
- За овладение городом и крепостью Кёнигсберг[9]

## Статистика боевых действий
Всего за годы Великой Отечественной войны полком:
| Выполнено боевых вылетов | Сбито самолётов в воздухе | Уничтожено самолётов всего |
| ------------------------ | ------------------------- | -------------------------- |
| 8737                     | 252                       | 307                        |

Свои потери:
| Потеряно самолётов, всего | Погибло лётчиков всего |
| ------------------------- | ---------------------- |
| 145                       | 76                     |

## Самолёты на вооружении
| Период            | Самолёты       |
| ----------------- | -------------- |
| 1938 — 1941       | И-16           |
| 1939 — 1941       | И-153          |
| 1941 — 1942       | ЛаГГ-3         |
| 01.1942 — 08.1942 | Харрикейн      |
| 08.1942 — 1943    | Киттихаук Р-40 |
| 06.1943 — 1947    | Аэрокобра Р-39 |

## Расформирование полка
68-й гвардейский Клайпедский ордена Кутузова III степени истребительный авиационный полк 12 марта 1947 года расформирован.